# Température inverse
La température inverse, notée β et parfois dite bêta thermodynamique, est une grandeur physique utilisée en physique statistique. Elle est reliée à la température T d'un système par β = 1/(kT), où k est la constante de Boltzmann,.  Son unité est le J-1.

## Interprétation

### Physique statistique
On considère un système composé deux sous-systèmes, d'énergies E1 et E2. Le nombre de micro-états du système peut s'écrire en fonction de ceux des sous-systèmes :
{\displaystyle \Omega (E_{1}+E_{2})=\Omega (E_{1})\times \Omega (E_{2})}.
Cette relation est caractéristique de la fonction exponentielle et pousse à poser
{\displaystyle \Omega (E)\propto \exp -\beta E},
où β est à relier à la température du système lorsqu'il est à l'équilibre thermodynamique.  
{\displaystyle 0={\frac {{\text{d}}\Omega _{1}}{{\text{d}}E_{1}}}\Omega _{2}+\Omega _{1}{\frac {{\text{d}}\Omega _{2}}{{\text{d}}E_{1}}}}
ce qui, avec dE1 = −dE2, donne
{\displaystyle {\frac {1}{\Omega }}_{1}{\frac {{\text{d}}\Omega _{1}}{{\text{d}}E_{1}}}={\frac {1}{\Omega }}_{2}{\frac {{\text{d}}\Omega _{2}}{{\text{d}}E_{2}}}}.
Cela motive l'écriture d'un paramètre
{\displaystyle \beta ={\frac {{\text{d}}\log \Omega }{{\text{d}}E}}}
qui est relié à la température, car à l'équilibre β1 = β2.

## Formulaire
| Contexte                                                       | Formule                                                                                  | Notations                                                                                                |
| -------------------------------------------------------------- | ---------------------------------------------------------------------------------------- | --- |
| Thermodynamique Théorie cinétique des gaz Physique statistique | {\displaystyle \beta ={\frac {1}{kT}}}                                                   | - T : température - k : constante de Boltzmann                                                           |
| Ensemble microcanonique                                        | {\displaystyle \beta ={\frac {{\text{d}}\log \Omega }{{\text{d}}E}}}                     | - Ω : nombre de micro-états - E : énergie du système.                                                    |
| Ensemble canonique                                             | {\displaystyle E={\frac {{\text{d}}\log Z}{{\text{d}}\beta }}}                           | - E : énergie - Z : fonction de partition                                                                |
| Thermodynamique                                                | {\displaystyle \beta ={\frac {1}{k}}\left({\frac {\partial S}{\partial U}}\right)_{V,n}} | - S : entropie - U : énergie interne - V : volume - n : quantité de matière - k : constante de Boltzmann |

## Sources